# 今野忠成
今野 忠成（こんの ただなり、1977年3月4日 - ）は、地方競馬の川崎競馬場安池成美厩舎所属の騎手。また同競馬場の騎手会会長も務めている。

## 来歴
川崎競馬の鈴木敏一厩舎所属としてデビューし、1994年10月15日川崎競馬第9競走で初騎乗、このときは7着であった。初勝利は同年12月10日川崎競馬第4競走で挙げた。重賞は2001年の金盃で初勝利を挙げ、翌年の鎌倉記念の勝利が地元重賞の初制覇となった。さらに東京2歳優駿牝馬にも勝利し、南関東公営競馬のG1初制覇となる。2004年9月8日には浦和競馬場でのさきたま杯をロッキーアピールに騎乗して優勝、ダートグレード競走初制覇となる。
2002年に初めて年間100勝以上を記録。NARグランプリ2005ではベストフェアプレイ賞を受賞し、2006年には地元重賞を5勝し、通算1000勝も達成した。さらに11月12日の東京競馬場で行われたオーロカップで、ダイワバンディットに騎乗しJRA初勝利を挙げる。11番人気の低評価を覆してのものだった。ちなみにこのレースでの2着馬、コイウタに騎乗していたのは当時大井競馬場に所属していた内田博幸で、JRAのメインレースで地方競馬所属騎手が1・2着を占めた。翌週の11月22日の浦和記念をケイアイミリオンで逃げ切りダートグレード競走2勝目となった。また、川崎競馬場の騎手会長を務めていた岡村裕基騎手が2006年7月31日付で引退したことを受けて、同年8月より同競馬場の騎手会長に就任した。
2007年7月11日に行われたジャパンダートダービーでは、フリオーソに騎乗し、統一JpnI競走初制覇。9月22日、JRAの場外馬券発売施設「ウインズ汐留」へゲストとして招かれ、トークショーとチャリティーサイン会が行われた。
2008年3月26日に行われた京浜盃では有力馬のディラクエに騎乗し、2着のディアヤマトに5馬身差をつけ圧勝し、南関東三冠の主役となるが、結果として無冠に終わる。その後しばらくは重賞勝ちから遠ざかったが、同年10月22日に船橋競馬場で行われた平和賞ではホッカイドウ競馬所属のチョットゴメンナに騎乗し叩き合いを制して勝利した。これは病気の宮崎光行の代打として急遽騎乗が実現したものであった。
2009年に入ると地元・川崎での正月開催で9勝、1月14日に浦和競馬場で行われたニューイヤーカップをモエレエターナルで制するなど好スタートを切る。9月16日の大井第3レースで荒山勝徳厩舎のテラザクラウドに騎乗して通算1500勝を達成、第10レースでは同じく荒山厩舎のフサイチミライでトゥインクルレディー賞を制覇し、厩舎の重賞初制覇をもたらした。12月にはJRAから川崎へ移籍したアイドルホース・ユキチャンを手替わり2戦目でクイーン賞制覇へと導くとともに、自身は2007年7月以来のダートグレードレース制覇を達成した。
2010年に入ると、1月20日に大井競馬場で行われたTCK女王盃 JpnIIIをユキチャンと共に出走して勝利を収め、6月9日に行われた京成盃グランドマイラーズではJRAから転入4戦目の上がり馬・ディアーウィッシュに重賞初制覇をもたらした。
2011年3月11日、所属先の鈴木敏一調教師が逝去。これに伴い、同年3月14日付で内田勝義厩舎へ暫定的な所属変更となり、7月9日付で安池成美厩舎へ再変更。レースではディアーウィッシュに京成盃グランドマイラーズ連覇をもたらし、条件クラスで4連勝中だったテラザクラウドをオープン格上げ初戦ながら東京記念制覇へと導いた。
2012年に入ると、TCK女王盃 JpnIIIをハルサンサンで制覇。春には5月9日の羽田盃をアートサハラで、その翌日の東京プリンセス賞をアスカリーブルでそれぞれ制し、南関東クラシックS1重賞の2連勝を果たした。
2013年1月31日川崎競馬第6競走C3二組三組条件戦をオースミストーンで優勝し、地方競馬通算2000勝達成。
2015年6月3日に大井競馬場で行われた第61回東京ダービーをラッキープリンスで制した。
2019年10月22日川崎競馬第3競走をブレッザバラーレで優勝し、地方競馬通算2500勝達成。

## 主な騎乗馬
- インテリパワー（2001年金盃）
- パレガルニエ（2002年鎌倉記念、東京2歳優駿牝馬）
- ブルーロバリー（2004年東京プリンセス賞）
- ロッキーアピール（2004年さきたま杯、2005年アフター5スター賞）
- スコーピオンリジイ（2004年ローレル賞）
- カネショウマリノス（2005年鎌倉記念）
- アスターバジル（2006年黒潮盃）
- マズルブラスト（2006年東京記念）
- ケイアイミリオン（2006年浦和記念）
- エスプリベン（2007年クラウンカップ）
- フリオーソ（2007年ジャパンダートダービー）
- ショーターザトッシ（2007年サンタアニタトロフィー）
- ロングウェーブ（2007年戸塚記念）
- ディラクエ（2008年京浜盃）
- チョットゴメンナ（2008年平和賞）
- モエレエターナル（2009年ニューイヤーカップ、ユングフラウ賞）
- フサイチミライ（2009年トゥインクルレディー賞）
- ユキチャン（2009年クイーン賞、2010年TCK女王盃）
- ディアーウィッシュ（2010・2011年京成盃グランドマイラーズ、2010年スパーキングサマーカップ）
- テラザクラウド（2011年東京記念）
- ハルサンサン（2012年TCK女王盃）
- アートサハラ（2012年羽田盃）
- アスカリーブル（2012年東京プリンセス賞、関東オークス、黒潮盃、戸塚記念）
- カイカヨソウ（2013年ユングフラウ賞、東京プリンセス賞）
- ニシノデンジャラス（2013年鎌倉記念）
- バトードール（2015年報知グランプリカップ）
- ラッキープリンス（2015年東京ダービー）
- グラヴィオーラ（2017年東京2歳優駿牝馬、2018年東京プリンセス賞）
- ウェイトアンドシー（2018年川崎マイラーズ、スパーキングサマーカップ、ゴールド争覇）
- オールブラッシュ（2020年報知オールスターカップ）
- ライアン（2021年平和賞）
- ライズゾーン（2023年東京湾カップ）

出典:

## 慈善活動
1996年より獲得賞金から藤沢市内の児童養護施設に寄付を続けている。この児童養護施設は、今野自身が8歳の頃から中学卒業まで入所していた施設であり、毎年末に本人が直接寄付金を届けている。
この寄付行為が評価され、2007年5月16日、神奈川県知事より感謝状が贈呈された。また、2008年には社団法人日本フィランソロピー協会が主催する「第11回『まちかどのフィランソロピスト賞』」を受賞した。